# Kotajk
Kotajk (Armeens: Կոտայք; [kɔˈtɑjkʰ]ⓘ) is een van de provincies ("marz") in Armenië en ligt centraal in het land. De hoofdstad is Hrazdan.
In de provincie liggen de historische plaats Garni en het Klooster van Gegard, waarvan het laatste geplaatst is op de Werelderfgoedlijst van de UNESCO.
In de provincie staat een bekende brouwerij.
Kotajk is de enige marz die niet grenst aan andere landen. Het grenst aan de volgende andere marzer (provincies):
- Lori - noorden
- Tavoesj - noordoosten
- Gecharkoenik - oosten
- Ararat - zuiden
- Aragatsotn - westen

In het zuidwesten grenst de provincie aan de stedelijke provincie Jerevan.

## Demografie
Kotajk telt ongeveer 252.800 inwoners in 2016, waarvan 137.500 in stedelijke nederzettingen en 115.300 in dorpen op het platteland. In 2012 woonden er ongeveer 255.300 inwoners, waarvan 138.200 in stedelijke gebieden en ongeveer 117.100 in dorpen op het platteland. In 2001 woonden er nog 272.400 mensen in de provincie Kotajk.
De meeste inwoners zijn Armeniërs (98,1 procent). 
Het geboortecijfer bedraagt 13,8‰ in 2016. Het sterftecijfer bedraagt 9,2‰ in dezelfde periode. De natuurlijke bevolkingstoename bedraagt ongeveer +4,6‰. Toch daalt de bevolking vanwege emigratie.

## Galerij

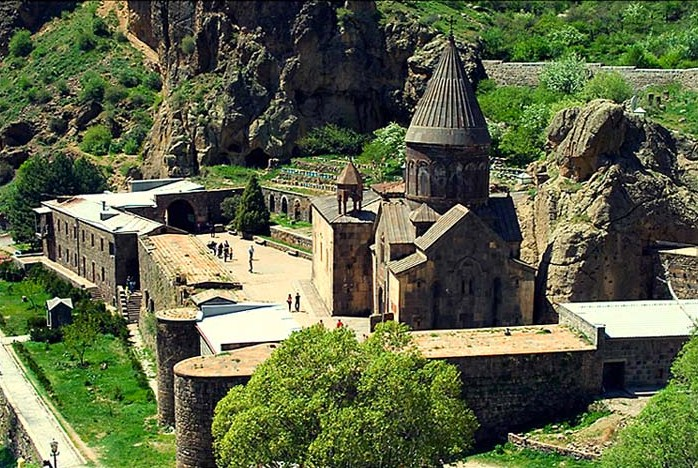
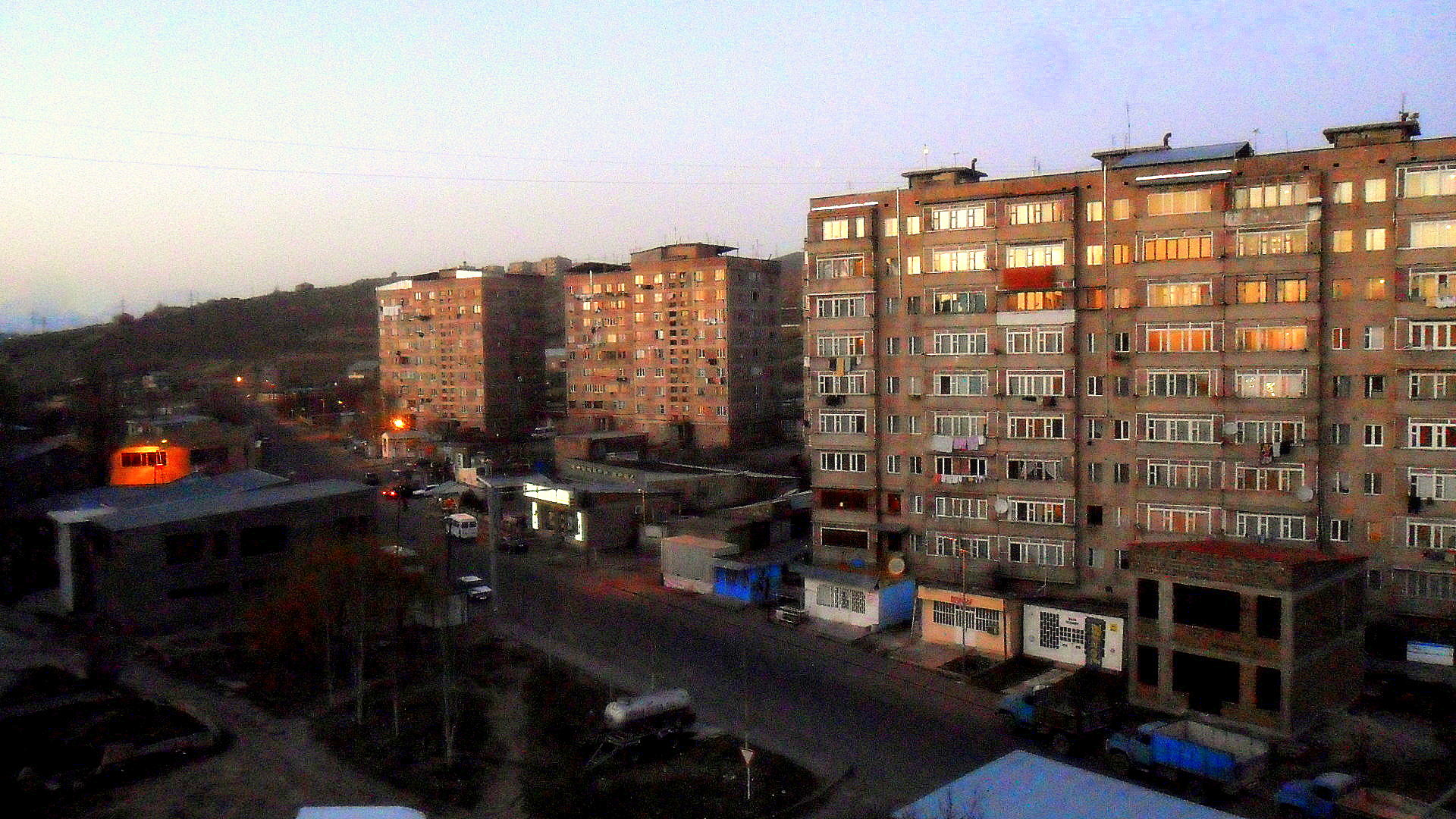
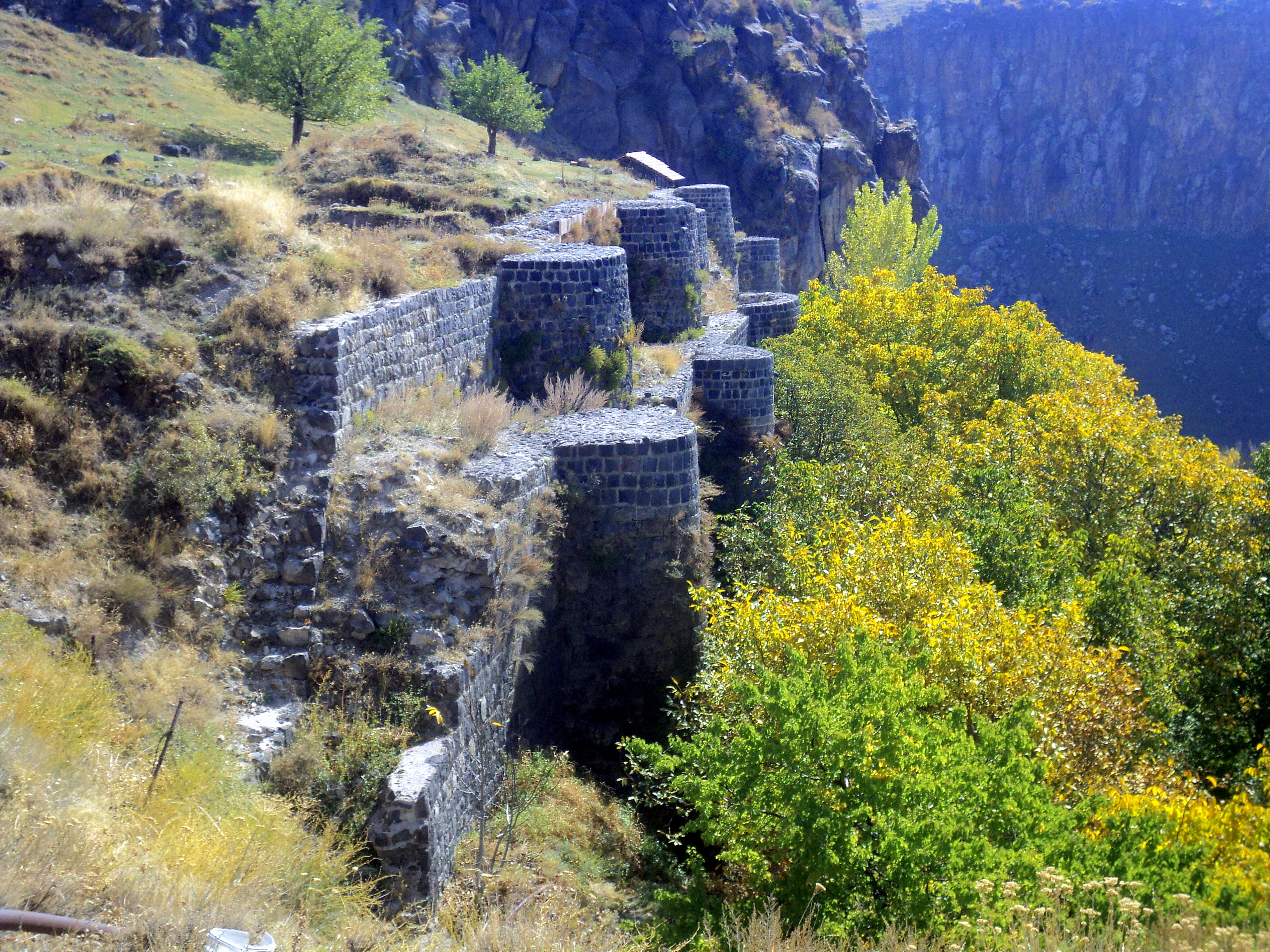
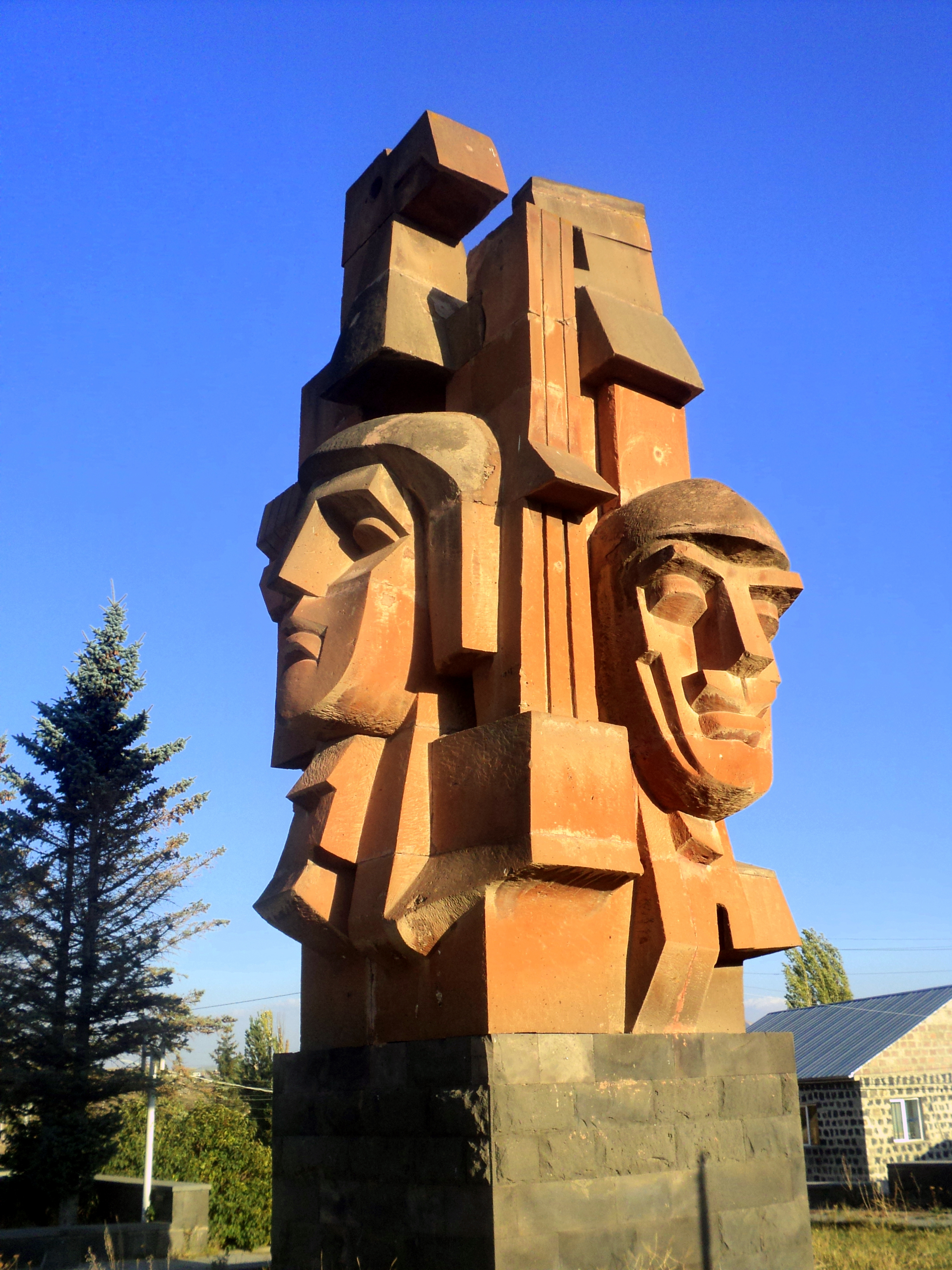
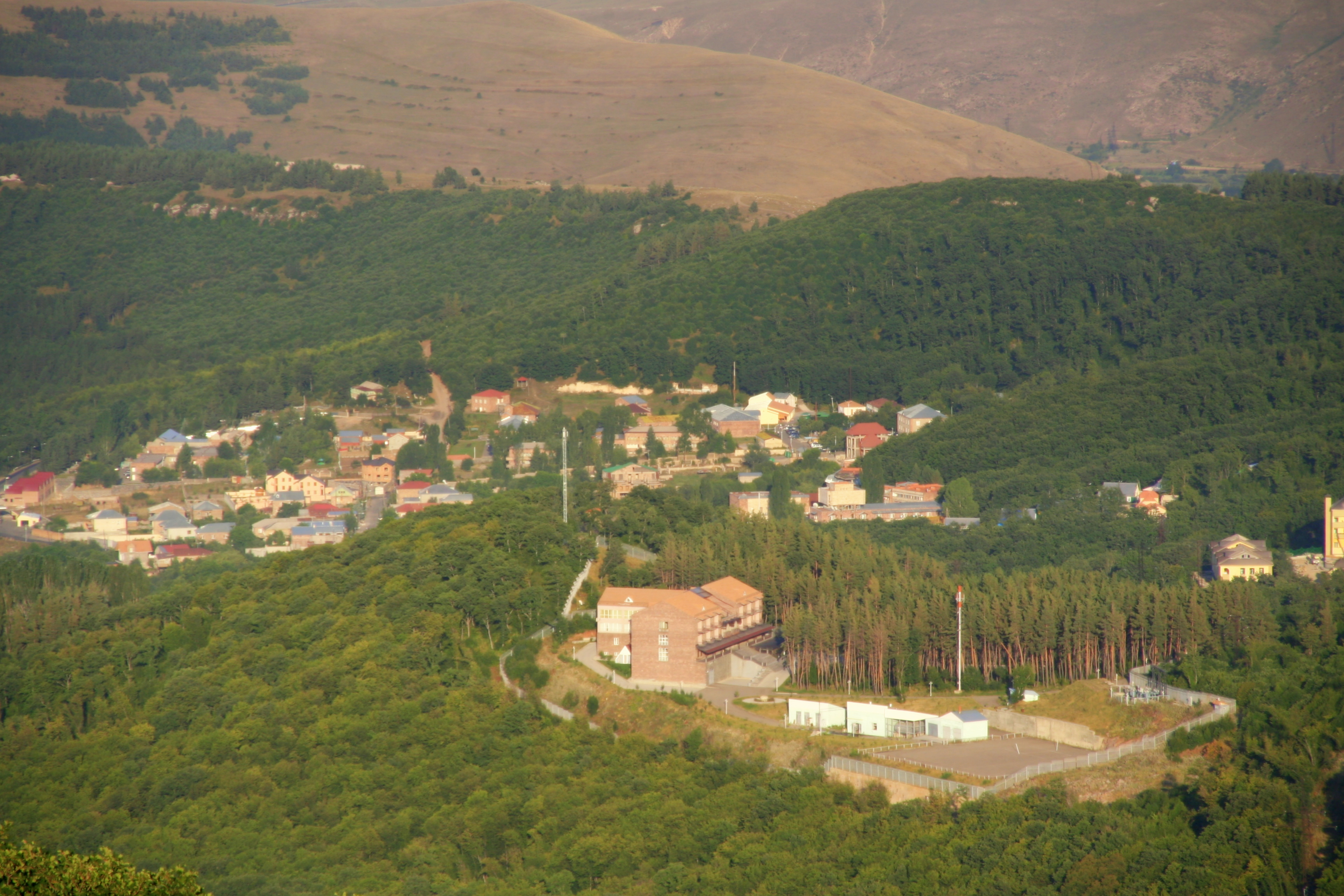
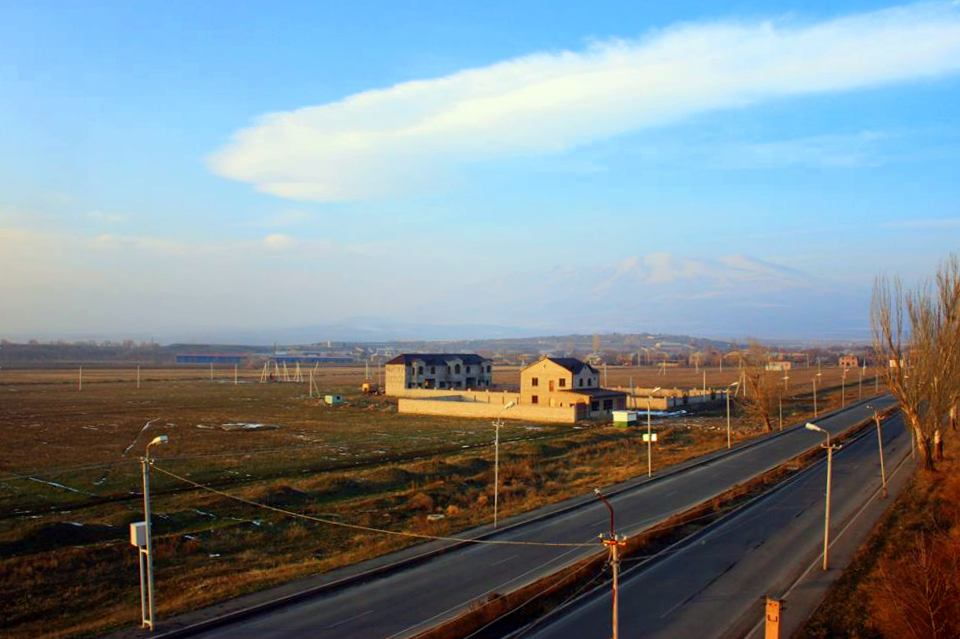
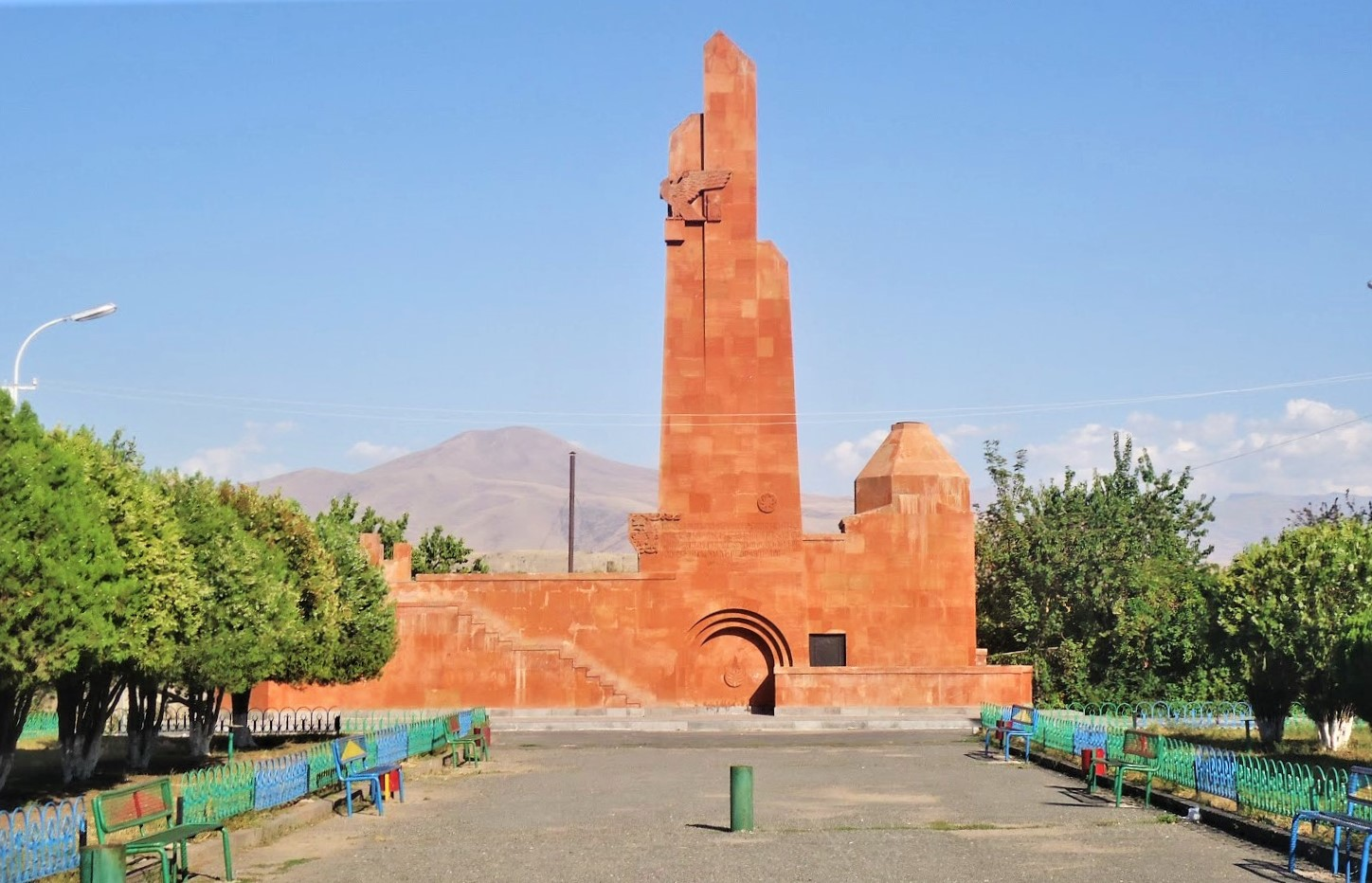
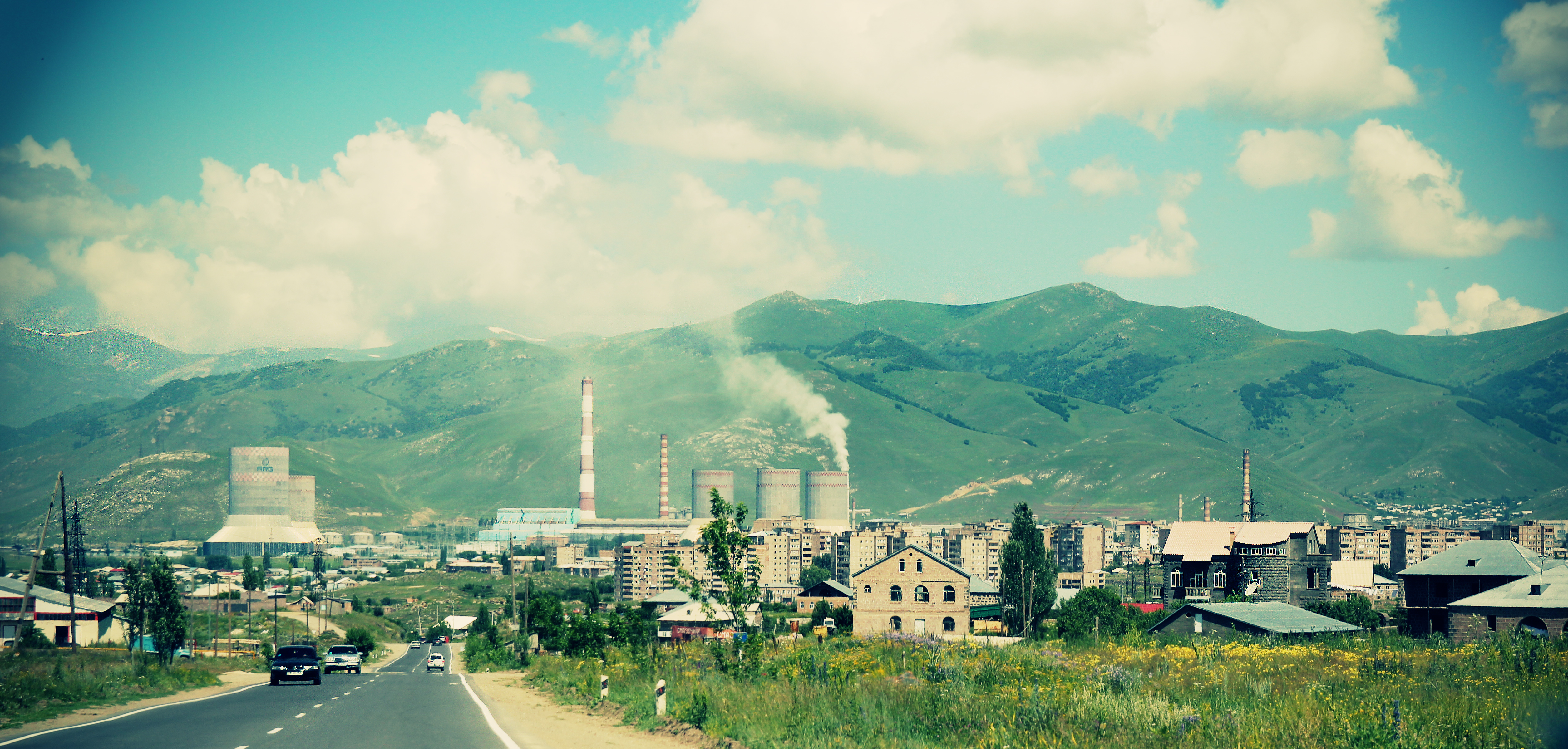